# Friaça
Pour les articles homonymes, voir Cardoso.
Albino Friaça Cardoso, dit Friaça, est un footballeur brésilien né le 20 octobre 1924 à Porciúncula au Brésil. Il est décédé à Itaperuna d'une pneumonie le 12 janvier 2009 après six semaines d'hospitalisation. Il évoluait au poste d'attaquant.

## Biographie
Il a remporté à deux reprises le Championnat de Rio de Janeiro de football (1945, 1947) et un Championnat de São Paulo de football en 1949 dont il fut le meilleur buteur. En 1948 il remporta avec Vasco da Gama le Campeonato Sul-Americano de Clubes, sorte d'ancêtre de la Copa Libertadores. En 1950 il fut sélectionné pour la Coupe du monde qui se déroulait au Brésil,
. Lors de la « finale » contre l'Uruguay il ouvrit le score mais le Brésil s'inclina deux buts à un.

## Palmarès
- Finaliste de la Coupe du monde de football de 1950.
- Championnat Panaméricain de football en 1952.
- Championnat de Rio de Janeiro de football en 1945 et 1947.
- Tournoi municipal de football de Rio de Janeiro en 1946 et 1947.
- Championnat sud-américain des clubs champions de football en 1948.
- Copa Rio Branco en 1947 et 1950.
- Coupe Oswaldo Cruz en 1950.